# 王楞仙
王楞仙（1859年—1908年），名鋆，字楞仙，别名树荣，号桂官，艺名桂芳。堂号怀德堂，生于北京宛平，清末京剧小生演员。
幼年时入四喜班从京剧名家徐小香学艺，工小生，名为鲍福山所取。光绪十四年（1888年）选入清升平署外学，为内廷供奉。后与谭鑫培、陈德霖共组三庆班，长期在四大徽班之一的三庆班演出，一度为班主。常与刘桂庆、谭鑫培等合演，与谭鑫培珠联壁合，被称为“双绝”。他昆乱兼长，对京剧小生的唱法、做功、念白均有发展。表情身段善用巧劲，细腻传神。用小嗓表现各种笑法，赋予小生的笑以特殊风格。中年后倒嗓，改学医学，善外科。演出《群英会》，有“活周瑜”之誉。与谭鑫培合演《镇潭州》、与孫菊仙合演《状元谱》、与乔慧兰合演《琴桃》、与罗寿山合演《连升店》。演《八大锤》、《雅观楼》、《探庄》、《拾画叫画》等戏剧。沈太侔《宣南零梦录》称小生戏“自徐小香逝后，当推楞仙首屈一指”。孙王世荣，为中国京剧院（见国家京剧院）琴师。曾居住在北京市宣武区笤帚胡同。